# Nexus 5X
Nexus 5X（代号 Bullhead）发布于2015年9月29日，是一款由LG电子制造，Google参与开发并进行销售的Android智能手机。该机器为Nexus5的后续产品。Nexus 5X与Nexus 6P一道作为Android 6.0 "Marshmallow"系统的首发设备。该设备引入了重新设计的用户界面，性能改进与增强的Google Now集成等新功能。
2016年10月4日，Google推出了其继任者Google Pixel。同日，Nexus 5X停产并从Google Store中移除。

## 规格

### 硬件配置
Nexus 5X搭载了高通骁龙808移动平台，搭载2GB LPDDR3 RAM，可选16或32GB存储空间。正面搭载了5.2英寸（对角线长度）FHD IPS LCD，覆盖以康宁第三代大猩猩玻璃。电池为2700mAh的锂离子聚合物电池。
为了节省电量，Google推出了“ Android Sensor Hub”。其工作原理为直接监视设备的加速度计，陀螺仪，指纹读取器和相机传感器并运行活动识别算法，使主CPU保持休眠状态状态，直到按需启动为止。Sensor Hub会识别设备何时被拿起，并会自动以低功耗黑白文本显示通知，直到屏幕被用户手动激活。此外，Sensor Hub栈还支持硬件传感器批处理。与持续向CPU发送数据流相比，该功能允许传感器在短时间内延迟非关键数据向操作系统的传递，从而降低功耗。传感器批处理已在步数计数器中使用，以避免主处理器测量步幅时始终保持清醒状态。
Nexus 5X后置相机搭载f/2.0光圈镜头，使用12.3MP的1/2.3英寸对角线长度Sony IMX377EQH5传感器（单位像素大小1.55μm），配有激光自动对焦和双LED闪光灯，可以30 FPS录制4K UHD视频，并以120 FPS录制慢动作视频。前置摄像头为5MP的Omnivision OV5693。尽管后置摄像头硬件与Nexus 6P相同，但Nexus 5X缺乏连拍模式，慢动作视频在720p分辨率下限制为120 fps。 
Nexus 5X和6P是最早使用USB-C接口替代Micro-USB接口的手机之一。但USB端口仅以USB 2.0速度而不是USB 3.0速度传输数据。该端口无法使用USB-C转HDMI适配器实现视频输出，但支持USB On-The-Go。该机器支持USB Type-C“快速充电”，Google和LG声称充电10分钟可使用长达4个小时。
该设备的背面有一个称为Nexus Imprint的指纹传感器，可由第三方应用程序使用。
该电话与Google自己的移动网络Project Fi兼容。
iFixIt对Nexus 5X进行了评估，认为它易于维修，仅有的遗憾为电池无法由用户拆卸，显示器与玻璃盖板融合。

### 软件
Nexus 5X发布时随附Android 6.0 Marshmallow，包括全新的“ Now On Tap”，“ Doze”省电功能，对应用程序权限的详细控制以及对Nexus Imprint指纹传感器的支持。
2015年12月，Nexus 5X获得Android 6.0.1更新。
2016年8月22日，Nexus 5X获得Android 7.0更新。
Google在2016年12月为Nexus 5X发布了Android 7.1.1更新。此更新为Nexus 5X带来了一些先前Pixel和Pixel XL独有的功能，并有其他小更新。
2017年8月21日，Google 为Nexus 5X 发布了Android 8.0 Oreo。同年12月5日Nexus 5X获得Android 8.1更新。
Nexus 5X于2018年12月收到了最后一个安全补丁。

### 设计
機身顏色包括：
| 顏色 | 名稱 | 英語   | 備註       |
| ---- | ---- | ------ | ---------- |
|      |      | Carbon | 正面為黑色 |
|      |      | Quartz | 正面為黑色 |
|      |      | Ice    | 正面為黑色 |

## 售价
Nexus 5X的16GB版本售價為349美元，32GB版本售價為399美元。